# Удрицька сільська рада
У́дрицька сільська́ ра́да — орган місцевого самоврядування в Дубровицькому районі Рівненської області. Адміністративний центр — село Удрицьк.

## Загальні відомості
- Удрицька сільська рада утворена 15 грудня 1940 року.
- Територія ради: 56,857 км²
- Населення ради: 1 747 осіб (станом на 2001 рік)
- Територією ради протікає річка Горинь.

## Населені пункти
Сільській раді підпорядковані населені пункти:
- с. Удрицьк
- с. Смородськ
- с. Хочин

## Історія
4 листопада 2015 року Удрицька сільрада увійшла до новоствореної Миляцької сільської ОТГ. 11 листопада 2015 року виключена з облікових даних.

## Населення
Згідно з переписом УРСР 1989 року чисельність наявного населення сільської ради становила 1978 осіб, з яких 945 чоловіків та 1033 жінки.
За переписом населення України 2001 року в сільській раді мешкало 1737 осіб.
Станом на 1 січня 2011 року населення сільської ради становило 1555 осіб.

### Мова
Розподіл населення за рідною мовою за даними перепису 2001 року:
| Мова       | Відсоток |
| ---------- | -------- |
| українська | 98,80 %  |
| білоруська | 0,86 %   |
| російська  | 0,34 %   |

### Вікова і статева структура
Структура жителів сільської ради за віком і статтю (станом на 2011 рік):
| Вік   | Чоловіків | Жінок | Разом |
| ----- | --------- | ----- | ----- |
| 0-17  | 152       | 159   | 311   |
| 18-39 | 223       | 192   | 415   |
| 40-59 | 196       | 213   | 409   |
| 60+   | 174       | 246   | 420   |
| Разом | 745       | 810   | 1555  |

### Соціально-економічні показники
| Працездатне населення | Працездатне населення | Працездатне населення | Працездатне населення | Працездатне населення | Працездатне населення | Непрацездатне населення | Непрацездатне населення | Непрацездатне населення | Непрацездатне населення | Непрацездатне населення | Непрацездатне населення | Все населення |
| Чоловіки              | Чоловіки              | Жінки                 | Жінки                 | Разом                 | Разом                 | Чоловіки                | Чоловіки                | Жінки                   | Жінки                   | Разом                   | Разом                   | 1555          |
| ос.                   | %                     | ос.                   | %                     | ос.                   | %                     | ос.                     | %                       | ос.                     | %                       | ос.                     | %                       | 1555          |
| --------------------- | --------------------- | --------------------- | --------------------- | --------------------- | --------------------- | ----------------------- | ----------------------- | ----------------------- | ----------------------- | ----------------------- | ----------------------- | ------------- |
| 424                   | 27                    | 288                   | 18                    | 712                   | 45                    | 222                     | 14                      | 363                     | 23                      | 585                     | 37                      | 1555          |

| Зайняті  | Зайняті  | Зайняті | Зайняті | Зайняті | Зайняті | Безробітні | Безробітні | Безробітні | Безробітні | Безробітні | Безробітні | Все населення |
| Чоловіки | Чоловіки | Жінки   | Жінки   | Разом   | Разом   | Чоловіки   | Чоловіки   | Жінки      | Жінки      | Разом      | Разом      | 1555          |
| ос.      | %        | ос.     | %       | ос.     | %       | ос.        | %          | ос.        | %          | ос.        | %          | 1555          |
| -------- | -------- | ------- | ------- | ------- | ------- | ---------- | ---------- | ---------- | ---------- | ---------- | ---------- | ------------- |
| 134      | 16       | 144     | 17      | 278     | 32      | 68         | 7          | 39         | 5          | 107        | 12         | 1555          |

| Дорослі | Діти | Пенсіонери | Інваліди Німецько-радянської війни | Учасники бойових дій | Інваліди всіх груп і категорій | Люди, які обслуговуються служб. соц. допом. на дому | Неповні сім'ї | Діти з неповних сімей | Багатодітні сім'ї | Діти з багатодітних сімей | Діти-інваліди | Діти-сироти | Одинокі багатодітні матері |
| ------- | ---- | ---------- | ---------------------------------- | -------------------- | ------------------------------ | --------------------------------------------------- | ------------- | --------------------- | ----------------- | ------------------------- | ------------- | ----------- | -------------------------- |
| 1174    | 317  | 593        | 7                                  | 7                    | 99                             | 43                                                  | 6             | 13                    | 19                | 61                        | 5             | -           | -                          |

## Вибори
Станом на 2011 рік кількість виборців становила 1241 особа.

## Склад ради
Рада складається з 16 депутатів та голови.
- Голова ради: Хлебович Федір Федорович

### Керівний склад попередніх скликань
| Прізвище, ім'я, по батькові | Основні відомості                                                 | Дата обрання | Дата звільнення |
| --------------------------- | ----------------------------------------------------------------- | ------------ | --------------- |
| Хлебович Федір Федорович    | Сільський голова, 1964 року народження, освіта вища, безпартійний | 26.03.2006   | 31.10.2010      |
| Хлебович Федір Федорович    | Сільський голова, 1964 року народження, освіта вища, безпартійний | 31.10.2010   |                 |

Примітка: таблиця складена за даними сайту Верховної Ради України

## Господарська діяльність
Основним видом господарської діяльності населених пунктів сільської ради є сільськогосподарське виробництво.

### Офіційні дані та нормативно-правові акти
- Паспорт Дубровицького району (станом на 1 січня 2011 року) (doc). Дубровицька районна рада. Архів оригіналу за 10 лютого 2015. Процитовано 16 жовтня 2019.